# Холодна гора (концентраційний табір)

Урочисте відкриття пам'ятного знака на місці колишнього концтабору 30 вересня 2004 року.

«Холо́дна гора́» — концентраційний табір, що в роки окупації Харкова (1941—1943) діяв на Холодній горі у приміщенні в'язниці. Одночасно в ньому перебували близько 20 000 в'язнів. За час існування табору від голоду та знущань загинуло більше 10 000 осіб.
Тіла розстріляних і померлих від голоду радянських військовополонених відвозили на колишнє Кузінське кладовище, що розташовувалося по Кладовищенській вулиці (нині — Озерянська вулиця), вздовж Соціалістичної (нині Волонтерська вулиця), де скидали в урвища та закопували (урвища копали вручну самі військовополонені). У післявоєнний час сліди цього масового поховання знищили — Холодногірський цвинтар і церкву остаточно ліквідували. На місці цвинтаря розбили парк відпочинку. При земельних роботах (закладка фундаменту багатоповерхових будинків) робітники наткнулися на скупчення кісток — одну з братських могил. Частину кісток перепоховали на 8-му кладовищі, свідченням чому є пам'ятник, установлений на ньому. Наприкінці 1970-80-х рр. парк ліквідували й розпочали будівництво стадіону, недобудованого й дотепер. При будівництві стадіону робітниками також неодноразово знаходили речі (чоботи), кістки. У результаті будівництва стадіону на території парку насипали землю; нині рівень поверхні на місці поховань на 1,5-2 метра вищий, ніж був за існування цвинтаря. Нині територія цвинтаря та братських могил — це пустир (колишній стадіон «Трудові резерви», тепер — стадіон Української інженерно-педагогічної академії (УІПА), що добре проглядається з різних точок міста. Проведені на початку 1990-х рр. за приватною ініціативою місцевими краєзнавцями пошукові роботи довели, що на місці концтабору існують поховання тисяч радянських солдатів — військовополонених концтабору «Холодна гора».
У радянські часи на закритій території Відділу державної служби охорони Ленінського району м. Харкова встановлено пам'ятний знак (загального характеру, на честь всім загиблим у роки війни), що зовсім ніяк не вказував на історичні події, пов'язані з концтабором. 30 вересня 2004 р. відбулося встановлення закладного каменя на території стадіону УІПА (вул. Озерянська, 23А) для подальшого будівництва на цьому місті меморіалу пам'яті загиблим радянським військовим.
|  | Пусть всех Вас, непрославленных нами в былом, ангел славы посмертной коснется крылом Є.О. Євтушенко. Епітафія, вибита на камені |

## Твори мистецтва
Всі страхіття та жахи концтабору «Холодна гора» зобразив у своїй повісті «Циклон» Олесь Гончар.